# 3557 Sokolsky
3557 Sokolsky este un asteroid din centura principală, descoperit pe 19 august 1977 de Nikolai Cernîh.